# ケニー・ドリュー・ジュニア
ケニー・ドリュー・ジュニア（Kenny Drew Jr.、1958年6月14日 - 2014年8月3日）は、アメリカのジャズ・ピアニスト。彼の音楽は、ハードにスウィングするブルージーなサウンドと、速い指さばきとは対照的に大きな両手によるルーティ・コードで知られている。ジャズ・ピアニスト、ケニー・ドリューの息子であるが、父親の影響を認めていなかった。

## 略歴
初期の学びは、叔母と祖母とのクラシック音楽であった。10代でジャズやポップスに興味を持つようになったが、当初はファンク・バンドで演奏していた。その後、彼はジャズ・ピアノに足を踏み入れ、1990年にフロリダ州ジャクソンビルで開催されたグレート・アメリカン・ジャズ・ピアノ・コンペティションで優勝を果たした。ドリューはジャズを演奏し続けたが、室内楽も演奏した。彼のスタイルは父親のスタイルといくつかの類似点があるが、一般的に比較を避けるのに十分なほど異なっている。彼はより折衷的なスタイルであると考えられていた。
ドリューは1977年から1978年までニューヨーク州ニューロシェルのアイオナ大学に通った。そこで彼はアイオナ・カレッジ・シンガーズのピアニストとなった。アイオナ・カレッジ・シンガーズは、アメリカ北東地域において、地元の高校や退職後の家などで、親善と大学の名前を宣伝するエンターテインメント集団だった。
ドリューはセロニアス・モンクを自身の影響力として引用し、モンクのようにソロで録音（および演奏）することがよくあった。
ドリューは2014年8月3日、フロリダ州セントピーターズバーグの自宅で亡くなった。

## ディスコグラフィ

### リーダー・アルバム
- 『フレイム・ウィズイン』 - The Flame Within (1987年、Pony Canyon)
- 『レインボウ・コネクション』 - The Rainbow Connection (1988年、Evidence)
- 『サード・フェイズ』 - Third Phase (1989年、Pony Canyon)
- 『ケニー・ドリューJr.』 - Kenny Drew, Jr. (1991年、Antilles)
- A Look Inside (1992年、Antilles)
- 『アナザー・ポイント・オブ・ヴュー』 - Another Point of View (1993年、JazzCity Spirit)
- Kenny Drew Jr. at Maybeck (1994年、Concord Jazz)
- 『ミンガスとモンクの肖像』 - Portraits of Mingus & Monk (1994年、Claves Jazz)
- Secrets (1995年、TCB)
- This One's for Bill (1995年、TCB)
- Crystal River (1995年、TCB)
- 『パッショナータ』 - Passionata (1995年、Meldac Jazz)
- 『リヴェリー』 - Reverie (1996年、Meldac Jazz)
- 『シシリアーノ』 - Siciliano (1997年、Meldac Jazz)
- Follow the Spirit (1997年、Sirocco Jazz)
- 『ウィンター・フラワー』 - Winter Flower (1998年、Milestone)
- Remembrance (1999年、TCB)
- Live at Montreux (1999年、TCB)
- 『オータム』 - Autumn (2001年、Pony Canyon)
- Da Skale (2002年、TCB)
- Duality (2011年、Random Act)
- Coral Sea (2012年、Random Act)

### 参加アルバム
- チャーネット・モフェット : 『チャーネット・モフェット』 - The Net Man (1987年、Blue Note)
- チャーネット・モフェット : Beauty Within (1987年、Blue Note)
- ハル・メリア : Waduyathink? (1993年、Positive Music)
- ミンガス・ビッグ・バンド : Mingus Big Band 93: Nostalgia in Times Square (1993年、Dreyfus)
- マンハッタン・プロジェクツ : 『エコー・オブ・ヒーローズ』 - Echoes of our Heroes (1993年、Evidence Music)
- スティーヴ・スラッグル : Reincarnation (1994年、Steeplechase)
- スタンリー・タレンタイン : T Time (1995年、MusicMasters)
- マイケル・フィリップ・モスマン : 『スプリング・ダンス』 - Spring Dance (1995年、Claves Jazz (Switzerland))
- ジョン・タンク : So In Love (1995年、TCB)
- ダニエル・シュナイダー : Nucleus (1995年、Enja)
- ジャック・ウォラス : Journey, Man! (1995年、Evidence Music)
- ロン・マクルーア : Inner Account (1995年、Steeplechase)
- ミンガス・ビッグ・バンド : Gunslinging Bird (1995年、Dreyfus)
- ナット・アダレイ、ジェフ・バーリン & ケニー・ドリュー・ジュニア : Monk in the Sun (1996年)
- ミンガス・ビッグ・バンド : Live in Time (1996年、Dreyfus)
- ジャック・ウィルキンス - ケニー・ドリュー・ジュニア・カルテット : Keep in Touch (1996年、Claves Jazz)
- ロニー・キューバー : In a New York Minute (1996年、Steeplechase)
- デイヴィッド・ブバ・ブルックス : Smooth Sailing (1998年、TCB)
- ウォーレン・ヴァシェ : Plays Harry Warren: An Affair to Remember (1998年、Zéphyr (Brussels))
- ダニエル・シュナイダー : Words Within Music (2000年、Enja)
- ポール・ケンドール/ボブ・レトー : Excursions (2000年、Brownstone Recordings)
- ジョニー・グリフィン : Nucleus (2000年、Storyville)
- ダニエル・シュナイダー : An Evening at Sea (2000年、Chiaroscuro)
- パキート・デリヴェラ : 『ハバネラ』 - Habanera (2000年、Enja)
- ポール・ケンドール/ボブ・レトー : Red Top (2001年、Brownstone Recordings)
- コディ・モフェット : My Favorite Things (2002年、TCB)
- ダニエル・シュナイダー : Songbook (2002年、CCn'C)
- ブッチ・マイルス : Straight On Till Morning (2002年、Nagel Heyer)
- ダニエル・シュナイダー/ケニー・ドリュー・ジュニア・カルテット : Da Skale (2003年、TCB)
- マルティリオ : Primavera en Nueva York  (2003年、Sony BMG)
- リチャード・ドレクスラー : Señor Juan Brahms  (2004年、Nicolosi Productions)
- ジェフ・ルパート : From Memphis to Mobile (2009年、Random Act)
- ダニエル・シュナイダー : Worlds Beyond Faust (2010年、Col Legno)
- ケヴィン・セレビィ : Purge Corruption (2017年、Nikki & Heidi) (posthumous release)[6][7]